# Tressé
Tressé (bret. Trese) – miejscowość i dawna gmina we Francji, w regionie Bretania, w departamencie Ille-et-Vilaine. W 2013 roku populacja ówczesnej gminy wynosiła 349 mieszkańców. 
W dniu 1 stycznia 2019 roku z połączenia trzech ówczesnych gmin – Lanhélin, Saint-Pierre-de-Plesguen oraz Tressé – powstała nowa gmina Mesnil-Roc'h. Siedzibą gminy została miejscowość Saint-Pierre-de-Plesguen. 